# Бокій Євген Антонович
Євге́н Анто́нович Бо́кій (7 березня 1892 — † ?) — підполковник Армії УНР, командир сотні Охорони Головного Отамана С. Петлюри.

## Біографія
Народився у с. Миколаївка, Золотоноського повіту Полтавської губернії. Закінчив Прилуцьку класичну гімназію, один курс фізико-математичного факультету Київського університету, 2-ге Київське військове училище (15 травня 1915 р.).

## На службі РІА
Служив у 29-му запасному піхотному батальйоні. З 02.08.1915 р. — на фронті у 104-му піхотному Устюзькому полку, був командиром кулеметної команди.
Двічі поранений, нагороджений Георгіївською зброєю (10 квітня 1917 р., за бій 22 червня 1916 р.) З вересня 1917 р. — штабс-капітан. У травні 1917 р. був делегатом від дивізії на Всеросійському з'їзді офіцерів у Петрограді.

## На службі УНР
З 08.01.1918 р. служив у 105-й піхотній Українській дивізії. З березня 1918 р. був інструктором з організації Вільного Козацтва Золотоноського повіту. З 17.04.1918 р. — старшина харківської губернської комендатури. З 29.04.1918 р. — помічник ізюмського повітового коменданта, в. о. коменданта Слов'янська та Валківського повіту. З 14.10.1918 р. — командир сотні 42-го пішого Валківського полку Армії Української Держави.
З грудня 1918 р. — помічник харківського губернського коменданта. З 20.12.1918 р. — помічник начальника мобілізаційного відділу штабу 7-го Харківського корпусу військ Директорії. З 05.03.1919 р. — начальник мобілізаційного відділу 17-ї пішої дієвої дивізії Дієвої армії УНР, у подальшому — державний інспектор 3-го пішого Подільського полку 1-ї Північної дивізії Дієвої армії УНР. У листопаді 1919 р. був інтернований польською владою. З початку червня 1920 р. — командир сотні Охорони Головного Отамана С. Петлюри.
На початку 1920-х рр. жив на еміграції у Польщі.
Подальша доля невідома.